# 団結権及び団体交渉権についての原則の適用に関する条約
団結権及び団体交渉権についての原則の適用に関する条約（1949年, Right to Organise and Collective Bargaining Convention）とは、国際労働機関（ILO）の第98号条約であり、Fundamental convention（中核的労働基準）のひとつである。
一般原則としての結社の自由に対応するのは結社の自由及び団結権の保護に関する条約（第87号）であり、中核的労働基準に指定されている。

## 内容
第1条から第3条においては、労働組合員が使用者の干渉を受けずに独立して組織する権利、次に第4条から第6条においては団体交渉の権利を積極的に創出し、各加盟国の法律がそれを促進することを求めている。

第二条
1. 労働者団体及び使用者団体は、その設立、任務遂行又は管理に関して相互が直接に又は代理人若しくは構成員を通じて行う干渉に対して充分な保護を受ける。
2. 特に、労働者団体を使用者又は使用者団体の支配の下に置くため、使用者若しくは使用者団体に支配される労働者団体の設立を促進し、又は労働者団体に経理上の援助その他の援助を与える行為は、本条の意味における干渉となるものとする。

第4条
労働協約により雇用条件を規制する目的をもって行う使用者又は使用者団体と労働者団体との間の自主的交渉のための手続の充分な発達及び利用を奨励し、且つ、促進するため、必要がある場合には、国内事情に適する措置を執らなければならない。
—国際労働機関 1949年の団結権及び団体交渉権条約（第98号）

## 批准国

批准国の一覧

批准国は以下の通り。
- アイスランド
- アイルランド
- アゼルバイジャン
- アルジェリア
- アルゼンチン
- アルバニア
- アルメニア
- アンゴラ
- アンティグアバーブーダ
- イエメン
- イギリス
- イスラエル
- イタリア
- イラク
- インドネシア
- ウガンダ
- ウクライナ
- ウズベキスタン
- ウルグアイ
- エクアドル
- エジプト
- エストニア
- エチオピア
- エリトリア
- エルサルバドル
- エスワティニ
- オランダ
- オーストラリア
- オーストリア
- カザフスタン
- カナダ
- カボベルデ
- カメルーン
- カンボジア
- ガイアナ
- ガボン
- ガンビア
- ガーナ
- キプロス
- キューバ
- キリバス
- キルギス
- ギニア
- ギリシャ
- クウェート
- クロアチア
- グアテマラ
- グルジア
- グレナダ
- ケニア
- コスタリカ
- コモロ
- コロンビア
- コンゴ
- コンゴ民主共和国
- コートジボワール
- サモア
- サントメプリンシペ
- サンマリノ
- ザンビア
- シエラレオネ
- シリア
- シンガポール
- ジブチ
- ジャマイカ
- ジンバブエ
- スイス
- スウェーデン
- スペイン
- スリナム
- スリランカ
- スロバキア
- スロベニア
- スーダン
- セイシェル
- セネガル
- セルビア
- セントクリストファー・ネイビス
- セントビンセント・グレナディーン
- セントルシア
- ソマリア
- ソロモン諸島
- タジキスタン
- タンザニア
- チェコ共和国
- チャド
- チュニジア
- チリ
- デンマーク
- トリニダード・トバゴ
- トルクメニスタン
- トルコ
- トーゴ
- ドイツ
- ドミニカ国
- ドミニカ共和国
- ナイジェリア
- ナミビア
- ニカラグア
- ニジェール
- ニュージーランド
- ネパール
- ノルウェー
- ハイチ
- ハンガリー
- バヌアツ
- バハマ
- バルバドス
- バングラデシュ
- パキスタン
- パナマ
- パプアニューギニア
- パラグアイ
- フィジー
- フィリピン
- フィンランド
- フランス
- ブラジル
- ブルガリア
- ブルキナファソ
- ブルンジ
- ベニン
- ベネズエラ
- ベラルーシ
- ベリーズ
- ベルギー
- ペルー
- ホンジュラス
- ボスニア・ヘルツェゴビナ
- ボツワナ
- ボリビア
- ポルトガル
- ポーランド
- マケドニア
- マダガスカル
- マラウイ
- マリ
- マルタ
- マレーシア
- モザンビーク
- モルディブ
- モルドバ共和国
- モロッコ
- モンゴル
- モンテネグロ
- モーリシャス
- モーリタニア
- ヨルダン
- ラトビア
- リトアニア
- リビア
- リベリア
- ルクセンブルク
- ルワンダ
- ルーマニア
- レソト
- レバノン
- ロシア連邦
- 中央アフリカ共和国
- 南アフリカ
- 南スーダン
- 日本
- 東ティモール
- 赤道ギニア